# Marandallah
Marandallah  è una città e sottoprefettura della Costa d'Avorio appartenente al dipartimento di Dianra. Conta una popolazione di 36 074 abitanti (censimento 2014).